# Конференция католических епископов Канады
Конференция католических епископов Канады (англ. Canadian Conference of Catholic Bishops, фр. Conférence des évêques catholiques du Canada, CCCB) — коллегиальный орган церковно-административного управления Римско-Католической церкви в Канаде. Конференция католических епископов Канады осуществляет определённые пастырские функции, направленные для решения литургических, дисциплинарных и иных вопросов, возникающих в католической общине Канады. Высшим органом Конференции католических епископов Канады является общее собрание епископов и архиепископов. Решения Конференции католических епископов Канады утверждаются Римским папой. Конференция католических епископов объединяет всех епископов и архиепископов латинского обряда Канады. 

## История
Конференция католических епископов Канады была образована в 1943 году и официально утверждена Римским папой в 1948 году. 
Сегодня Конференция католических епископов Канады принимает участие в различных мероприятиях национального и международного характера. 

## Структура
Вне общего собрания Конференции католических епископов Канады действует Секретариат, администрация которого находится в Оттаве. Литургическая комиссия работает в Монреале.
Секретариат оказывает содействие в координации деятельности канадских епископов и обеспечивает контакт со Святым Престолом, национальными конференциями католических епископов других стран и общинами других христианских конфессий. Секретариат также содействует с канадскими региональными конференциями католических епископов.
Конференция католических епископов Канады создаёт различные рабочие комиссии, занимающиеся определёнными вопросами. Эти комиссии, специализируясь в определённых областях, исполняют решения предыдущего общего собрания Конференции католических епископов и готовят материал для следующего общего собрания. В настоящее время действуют двадцать одна комиссия.  Комиссиями руководят четыре избираемые общим собранием епископов, которые вместе с секретарём Конференции работают в сотрудничестве с Президентом Конференции католических епископов Канады, который избирается на два года. 
Существует также независимый Совет католических аборигенов Конференции католических епископов Канады, который сотрудничает с комиссиями. 

## Президенты
- Джордж Бернард Флэфф, архиепископ Виннипега (1963—1965);
- Alexander Carter, епископ Су-Сент-Мари;
- Jean-Marie Fortier, архиепископ Шербрука (1973—1975);
- Джеральд Эмметт Картер, архиепископ Торонто 1975—1977;
- Jean-Guy Hamelin, епископ Руэн-Норанды;
- Joseph MacNeil, архиепископ Эдмонтона;
- Bernard Hubert, епископ Сен-Жана — Лонгёя;
- James Martin Hayes, архиепископ Галифакса;
- Marcel Gervais, архиепископ Оттавы;
- Фрэнсис Джон Спенс, архиепископ Кингстона (1995—1997);
- Жан-Клод Тюркотт, архиепископ Монреаля (1997—2000);
- Gerald Wiesner, епископ Принс-Джорджа (2000—2001);
- Jacques Berthelet,  епископ Епархия Сен-Жана — Лонгёя (2001—2003);
- Brendan O'Brien, епископ Сент-Джона (2003—2005);
- André Gaumond, архиепископ Шербрука (2005—2007);
- James Weisgerber, архиепископ Виннипега (2007—2013);
- Paul-André Durocher, архиепископ Гатино (2013—2015)
- Дуглас Кросби, епископ Гамильтона (2015-)

## Региональные конференции
- Конференция католических епископов Квебека;
- Конференция католических епископов Онтарио;
- Конференция католических епископов Атлантики;
- Конференция католических епископов Запада.

## Источник
- Annuario Pontificio, Libreria Editrice Vaticana, Città del Vaticano, 2003, стр. 1004, ISBN 88-209-7422-3.